# Berendrechtbrug
De Berendrechtbrug is een brug in het Antwerpse havengebied van het Antwerpse district Berendrecht-Zandvliet-Lillo op de rechteroever van de Schelde. De brug ligt over het oostelijk hoofd van de Berendrechtsluis, de toegang naar het Kanaaldok.
De Berendrechtbrug is een basculebrug met een verzonken tegengewicht. De vrije hoogte op de brug bedraagt 7 m. Er loopt ook een enkelsporige spoorlijn over de brug (spoorlijn 223). Als deze brug openstaat voor het scheepvaartverkeer, kan het spoor- en wegverkeer de sluis nog steeds passeren langs de Oudendijkbrug aan het andere hoofd van de sluis.
De brug en de gelijknamige sluis werden genoemd naar het polderdorp Berendrecht.
Albertbrug · Asiabrug · Berendrechtbrug · Boudewijnbrug · Droogdokbrug · Farnesebrug · Frederik Hendrikbrug · Kattendijkbrug · Kempischebrug · Kruisschansbrug · Lefèbvrebrug · Lillobrug · Londenbrug · Luikbrug · Meestoofbrug · Melselebrug · Mexicobrug · Nassaubrug · Noorderlaanbrug · Noordkasteelbrug · Noordlandbrug · Oosterweelbrug · Oudendijkbrug · Petroleumbrug · Royersbrug · Siberiabrug · Straatsburgbrug · Van Cauwelaertbrug · Willembrug · Wilmarsdonkbrug · Zandvlietbrug · Ophaalbrug Merksem Groot Dok · Ophaalbrug Merksem Klein Dok